# Henry Howard, 7. Duke of Norfolk

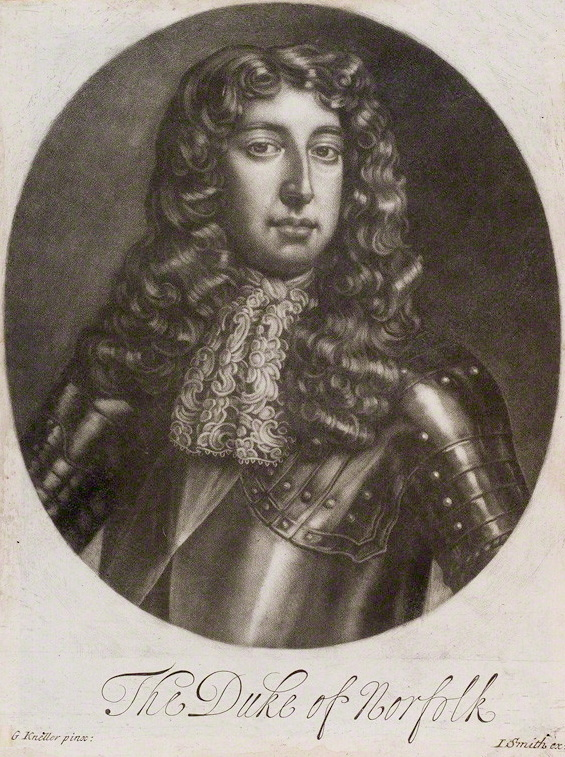
Henry Howard, 7. Duke of Norfolk

Henry Howard, 7. Duke of Norfolk, KG, PC, FRS (* 11. Januar 1655; † 2. April 1701 im Norfolk House, London) war ein englischer Peer und Staatsmann.

## Leben
Henry Howard war der älteste Sohn des Henry Howard, 6. Duke of Norfolk (1628–1684) aus dessen erster Ehe mit Lady Anne Somerset (1631–1662), Tochter von Edward Somerset, 2. Marquess of Worcester (1603–1667). Sein jüngerer Bruder war Lord Thomas Howard (1662–1689) 1687 Lord Lieutenant der West Riding of Yorkshire, 1688 englischer Botschafter beim Heiligen Stuhl sowie Vater von Thomas Howard, 8. Duke of Norfolk (1683–1732) und Edward Howard, 9. Duke of Norfolk (1686–1777). Seine Schwester Lady Elizabeth Howard († 1732) war die Ehefrau von George Gordon, 1. Duke of Gordon (1649–1716).
Henry Howard selbst absolvierte zunächst ein Studium am Magdalen College der Universität Oxford und wurde 1672 Fellow der Royal Society (FRS). Am 14. Januar 1679 wurde er durch einen Writ of Acceleration ins Oberhaus (House of Lords) des englischen Parlaments berufen und erbte dadurch bereits zu Lebzeiten seines Vaters dessen nachgeordneten Titel als 18. Baron Mowbray. Als Nachfolger von Ruprecht von der Pfalz, Duke of Cumberland wurde er 1682 Konstabler und Gouverneur von Windsor Castle und bekleidete diese Funktionen bis zu seinem Tode 1701, woraufhin George FitzRoy, 1. Duke of Northumberland ihn ablöste. Zugleich wurde er 1682 Steward der Honourable Artillery Company (HAC). Als Nachfolger des Duke of Cumberland war er von 1682 bis zu seiner Ablösung durch Montagu Venables-Bertie, 2. Earl of Abingdon 1701 Lord Lieutenant von Berkshire. Ferner löste er den Duke of Cumberland 1682 auch als Lord Lieutenant von Surrey ab und hatte auch diesen Posten bis 1701 inne, woraufhin Charles Berkeley, 2. Earl of Berkeley seine Nachfolge antrat. Als Nachfolger von Robert Paston, 1. Earl of Yarmouth übernahm er zudem 1683 das Amt des Lord Lieutenant von Norfolk und behielt auch dieses bis zu seinem Tod 1701, woraufhin Charles Townshend, 2. Viscount Townshend dortiger Nachfolger wurde.
Beim Tod seines Vaters erbte Henry Howard am 13. Januar 1684 dessen Titel als 7. Duke of Norfolk, 25. Earl of Arundel, 7. Earl of Surrey, 5. Earl of Norfolk, 2. Earl of Norwich, 16. Baron Furnivall, 2. Baron Howard of Castle Rising, 19. Baron Segrave, 17. Baron Strange of Blackmere, 15. Baron Maltravers und 17. Baron Talbot. Ferner erbte er das Amt des Earl Marshal, wodurch er von 1684 bis 1701 einer der neun „Großen Staatsbeamten“ (Great Officers of State) war. Er fungierte von 1684 und 1701 auch als High Steward von King’s Lynn und der Kathedrale von Norwich. Am 6. Mai 1685 wurde er als Knight Companion in den Hosenbandorden aufgenommen. Von 1685 bis 1686 amtierte er als Colonel eines neuaufgestellten Infanterieregiments, das nach ihm Duke of Norfolk’s Regiment of Foot genannt wurde (das spätere 12th Regiment of Foot bzw. Suffolk Regiment). Im Februar 1689 wurde er ins Privy Council aufgenommen. Von März bis September 1689 amtierte er erneut als Colonel eines neuaufgestellten Infanterieregiments, das nach ihm Duke of Norfolk’s Regiment of Foot genannt wurde (das spätere 22nd Regiment of Foot bzw. Cheshire Regiment). Er war ferner von 1689 bis 1701 Custos Rotulorum von Berkshire und Norfolk sowie 1689 auch von Surrey. 1690 erhielt er den Rang eines Captain-General der Artillerie und ab 1700 hatte er auch das Amt des Ranger of Windsor Forest inne.
Am 8. August 1677 heiratete er Mary Mordaunt, 7. Baroness Mordaunt, Tochter von Henry Mordaunt, 2. Earl of Peterborough und Lady Penelope O’Brien. Er und Baroness Mordaunt, trennten sich 1685 und wurden am 11. April 1700 aufgrund ihres Ehebruchs mit Sir John Germain, 1. Baronet geschieden. Da er ohne eigene männlichen Nachkommen verstarb, erbte bei seinem Tod am 2. April 1701 zunächst sein Neffe Thomas Howard und bei dessen Tod 1732 dessen jüngerer Bruder Edward Howard seine Titel als 8. beziehungsweise 9. Duke of Norfolk.